# Svazek obcí Loučná
Svazek obcí Loučná je dobrovolný svazek obcí v okresu Pardubice, jeho sídlem jsou Sezemice a jeho cílem je ochrana a prosazování společných zájmů členských obcí, v˙jednotlivých případech potom zejména spolupráce členských obcí při obnově a rozvoji venkova, při přípravě a realizaci rozvojových programů EU a činnosti dle zákona o obcích. Předmětem činnosti jsou i takové akce a aktivity, které se z˙objektivních důvodů týkají jen některých členských obcí, pokud jsou v˙souladu se zájmy a záměry svazku. Svazek je oprávněn zakládat dle platné právní úpravy samostatně nebo s˙dalšími osobami podnikatelské i nepodnikatelské subjekty. Sdružuje celkem 13 obcí a byl založen v roce 1999.

## Obce sdružené v mikroregionu
- Býšť
- Časy
- Dašice
- Choteč
- Chvojenec
- Kostěnice
- Lány u Dašic
- Moravany
- Rokytno
- Sezemice
- Slepotice
- Spojil
- Úhřetická Lhota